# Epiplema nigrodorsata
Epiplema nigrodorsata är en fjärilsart som beskrevs av W. Warren 1901. Epiplema nigrodorsata ingår i släktet Epiplema och familjen Uraniidae. Inga underarter finns listade i Catalogue of Life.